# David Shapiro (Bassist)
David „Dave“ Shapiro (* 24. April 1952 in Brooklyn, New York City; † 16. Februar 2011 in Townshend, Vermont) war ein US-amerikanischer Jazz-Bassist und Musikpädagoge.

## Leben und Wirken
Shapiro erwarb 1973 am Brooklyn College den Bachelor of Arts in Music. Er arbeitete in den folgenden Jahren als freischaffender Musiker in New York u. a. mit Woody Herman, Chet Baker, Lee Konitz, Howard McGhee, Mel Lewis sowie den Vokalisten Ray Charles, Anita O’Day und Chris Connor. Mit Jackie Cain und Roy Kral trat er auf dem Newport Jazz Festival in der Carnegie Hall auf und gehörte mehrere Jahre den Hausbands der Clubs Eddie Condon’s und des Metropolitan Bopera House an.
1987 zog er nach West Townshend, Vermont, wo er unterrichtete und mit Musikern der Jazzszene in Vermont und des westlichen Massachusetts konzertierte, u. a. mit Attila Zoller, Howard Brofsky, Paul Arslanian, Bob Weiner, Jay Messer, Eugene Uman, Draa Hobbs, Claire Arenius und Tom McClung. Gemeinsam mit dem Trompeter Steve Sonntag leitete er ein Trio, das sich schon bald zum Sextett erweiterte. 1997 entstand das Album Monk, Duke & Mingus. Shapiro wirkte bei Aufnahmen von Woody Herman (World Class, 1982), Danny D’Imperio (Blues For Philly Joe, 1991), Joshua Breakstone (Evening Star, 1992)  und zuletzt bei Michael Musillami (Perception, 2000) mit.
Shapiro unterrichtete am Westfield State College und am Holyoke Community College in Massachusetts Mathematik und Jazzgeschichte; er richtete eigene Ausbildungsprogramme ein und leitete Jazzensembles.
Er unterrichtete außerdem Jazzgeschichte am Vermont Jazz Center und leitete die Piano-Trio-Ensembles im VJC's Summer Jazz Workshop.

## Lexikalischer Eintrag
- Richard Cook, Brian Morton: The Penguin Guide of Jazz on CD. 6. Auflage. Penguin, London 2002, ISBN 0-14-051521-6.